# Ananthura elegans
Ananthura elegans är en kräftdjursart som först beskrevs av Oleg Grigor'evich Kussakin 1967.  Ananthura elegans ingår i släktet Ananthura och familjen Antheluridae. Inga underarter finns listade i Catalogue of Life.